# Cratere Igal
Igal  è un cratere sulla superficie di Marte.